# Reinhold Dörflinger
Reinhold Dörflinger (* 6. März 1947 in Klagenfurt) ist ein österreichischer Bergrettungsdienstfunktionär. Von 1996 bis 2010 war er Präsident des österreichischen Bergrettungsdienstes. 

## Leben
Dörflinger, Sohn eines kaufmännischen Angestellten der Kärntner Landwirtschaftskammer, war von 1972 bis zu seiner Pensionierung 2007 beim Land Kärnten beschäftigt, zuletzt als leitender Beamter des Katastrophenschutzes.
Als 18-Jähriger absolvierte er eine Ausbildung zum Bergretter, wurde Mitglied der Bergrettungs-Ortsstelle Klagenfurt und wurde 1996 Präsident des österreichischen Bergrettungsdienstes. Im November 2000 wurde er zum Vizepräsidenten der Internationalen Kommission für alpines Rettungswesen (IKAR) gewählt.
Bei der Bundespräsidentenwahl 2010 engagierte sich Dörflinger als Mitglied einer „Überparteiliche Initiative“ für die Wiederwahl von Heinz Fischer. Am 31. Mai 2010 wurde ihm vom Bundespräsidenten Heinz Fischer das Goldene Ehrenzeichen für Verdienste um die Republik Österreich verliehen.
Im Oktober 2010 folgte ihm  Franz Lindenberg als Präsident des Bergrettungsdienstes nach.